# 家用电器列表

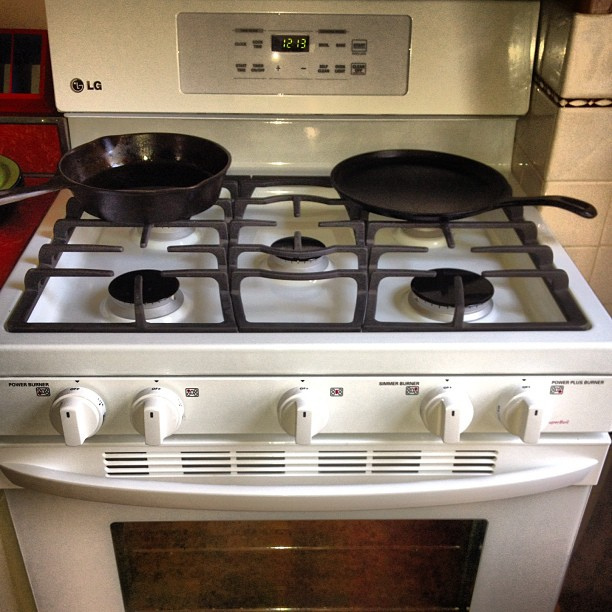
燃气烤箱/炉灶组合

这是一份家用电器列表。家用电器是指能完成例如烹饪或清潔等家庭功能的电子设备。家电可分为：
- 大家电（白色家电）
- 小家電
- 消費電子產品（黑色家电或棕色家电）